# معركة الرملة (1102)
معركة الرملة الثانية، وقعت في 17 مايو 1102 بين الصليبيين من بيت المقدس والفاطميين .

## خلفية
تقع بلدة الرملة على الطريق الممتد بين بيت المقدس إلى عسقلان، وأصبحت لاحقاً من أكبر الحصون الفاطمية في فلسطين. من عسقلان، قام الوزير الفاطمي الأفضل شاهنشاه هجماته السنوية على المملكة الصليبية حديثة النشأة من عام 1099 حتى 1107. التقى الجيشان ثلاث مرات في الرملة.